# Valdemarsvik (Gemeinde)
Koordinaten: 58° 12′ N, 16° 36′ O

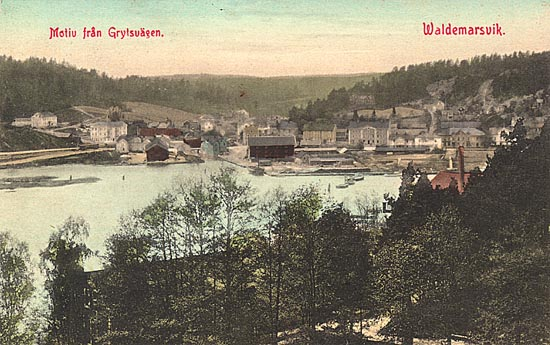
Der Ort Valdemarsvik auf einer Postkarte von 1913

Valdemarsvik ist eine Gemeinde (schwedisch kommun) in der schwedischen Provinz Östergötlands län und den historischen Provinzen Östergötland und Småland. Der Hauptort der Gemeinde ist Valdemarsvik.
Der Name der Gemeinde nimmt Bezug auf den dänischen König Waldemar II., der eine Erforschung dieser Gegend in Auftrag gab. Im Sommer steigt die Einwohnerzahl aufgrund der vielen Touristen, die sich hier erholen, stark an.

## Geographie
Die Landschaft der Gemeinde ist durch eine stark gegliederte Küste und viele Schären gekennzeichnet. Mit allen Buchten ist die Küstenlinie hier über 700 km lang. Die größte Bucht heißt Valdemarsviken und wird von bis zu 70 Meter hohen Bergen gesäumt.

## Sehenswürdigkeiten
Im Ort Gusum findet man eine sehenswerte Glashütte und ein Museum das Produkten aus Messing gewidmet ist. Das Museum liegt in einer ehemaligen Fabrik, die 1931 als erste in Schweden mit der Produktion von Reißverschlüssen begann.

## Größere Orte
- Gryt
- Gusum
- Ringarum
- Valdemarsvik